# 信田ユウ
信田ユウ（のぶた ユウ、7月4日 - ）は、日本のアニメ監督、アニメーター。
尊敬する人物として、北大路魯山人、小林一三、ウォルター・ウルフを挙げている。

## 作品

### テレビアニメ
2004年
- BURN-UP SCRAMBLE（演出）
- GIRLSブラボー first season（演出）
- リングにかけろ1（演出）

2005年
- Xenosaga THE ANIMATION（演出）
- バジリスク 〜甲賀忍法帖〜（演出）
- 聖闘士星矢 冥王ハーデス冥界編 前章（演出）
- SPEED GRAPHER（演出）

2006年
- 桜蘭高校ホスト部（演出）
- ウィッチブレイド（演出）
- RED GARDEN（演出）

2007年
- SHUFFLE! MEMORIES（）
- ぼくらの（演出）

2008年
- ブラスレイター（演出）
- コードギアス 反逆のルルーシュR2（演出）
- 鉄のラインバレル（絵コンテ・演出）
- 紅 kurenai（演出）

2009年
- 懺・さよなら絶望先生（演出）
- アスラクライン（演出）
- アスラクライン2（演出）

2010年
- セキレイ〜Pure Engagement〜（演出）
- 聖痕のクェイサー（演出）
- スーパーロボット大戦OG -ジ・インスペクター-（演出）

2011年
- セイクリッドセブン（演出）

2012年
- ジュエルペット きら☆デコッ!（演出）

2013年
- BLAZBLUE ALTER MEMORY（演出）

2014年
- ブレイドアンドソウル（演出）
- 大図書館の羊飼い（監督・シリーズディレクター・演出・キャラクターデザイン・総作画監督）

2016年
- ハイスクール・フリート（監督・絵コンテ・演出）
- アイドルメモリーズ（演出）

2018年
- 刀使ノ巫女（絵コンテ・演出）
- ロード オブ ヴァーミリオン 紅蓮の王（絵コンテ）

2019年
- みにとじ（監督・絵コンテ・演出）
- えんどろ〜!（絵コンテ・演出）
- BanG Dream! 2nd Season（絵コンテ・演出）
- 私、能力は平均値でって言ったよね!（絵コンテ）

2020年
- 群れなせ!シートン学園（絵コンテ）
- くまクマ熊ベアー（監督・絵コンテ）
- まえせつ!（監督・絵コンテ・演出）

2021年
- 最果てのパラディン（監督・絵コンテ）

2022年
- 終末のハーレム（監督・絵コンテ）
- 勇者、辞めます（総監督・絵コンテ）

2023年
- キャップ革命 ボトルマンDX（演出）
- くまクマ熊ベアーぱーんち!（監督）
- うちの会社の小さい先輩の話（絵コンテ）
- 豚のレバーは加熱しろ（絵コンテ）
- 星屑テレパス（絵コンテ）

2024年
- 愚かな天使は悪魔と踊る（絵コンテ・演出）
- 君は冥土様。（絵コンテ・演出）

2025年
- ネクロノミ子のコズミックホラーショウ（絵コンテ）
- サイレント・ウィッチ 沈黙の魔女の隠しごと（演出）

### 劇場アニメ
2020年
- 劇場版 ハイスクール・フリート（総監督）

### OVA
- イリヤの空、UFOの夏（演出）
- OVA ハイスクール・フリート（監督・絵コンテ）